# Liste der Nummer-eins-Hits in den britischen Charts (1964)
Dies ist eine Liste der Nummer-eins-Hits in den britischen Charts im Jahr 1964. Sie basiert auf den Official Singles Chart Top 50 und den Albums Chart Top 20, die vom Chart Information Network ermittelt wurden. Es gab in diesem Jahr 24 Nummer-eins-Singles und 4 Nummer-eins-Alben.

## Singles
| ← 1963 ← | Liste der Nummer-eins-Hits in den britischen Charts | Liste der Nummer-eins-Hits in den britischen Charts | Liste der Nummer-eins-Hits in den britischen Charts                                          | 1965 →                    |
| \| Zeitraum \| Wo. ges. \| Interpret \| Titel Autor(en) \| Zusätzliche Informationen \| \| (Zeitraum, Wochen auf Platz eins, Interpret, Titel, Autor[en], zusätzliche Informationen) \| \| \| \| \| \| ----------------------------------------------------------------------------------------- \| -------- \| ----------------------------- \| -------------------------------------------------------------------------------------------- \| ------------------------- \| \| 6. Dezember 1963 – 9. Januar 1964 5 Wochen \| 5 \| The Beatles \| I Want to Hold Your Hand John Winston Lennon, Paul James McCartney \| – \| \| 10. Januar 1964 – 23. Januar 1964 2 Wochen \| 2 \| The Dave Clark Five \| Glad All Over Dave Clark, Mike G. Smith \| – \| \| 24. Januar 1964 – 13. Februar 1964 3 Wochen \| 3 \| The Searchers \| Needles and Pins Sonny Bono, Jack Nitzsche \| – \| \| 14. Februar 1964 – 20. Februar 1964 1 Woche \| 1 \| The Bachelors \| Diane Lew Pollack, Ernö Rapée \| – \| \| 21. Februar 1964 – 12. März 1964 3 Wochen \| 3 \| Cilla Black \| Anyone Who Had a Heart Hal David, Burt F. Bacharach \| – \| \| 13. März 1964 – 26. März 1964 2 Wochen \| 2 \| Billy J. Kramer & the Dakotas \| Little Children Mort Shuman, John Leslie McFarland \| – \| \| 27. März 1964 – 16. April 1964 3 Wochen \| 3 \| The Beatles \| Can’t Buy Me Love John Winston Lennon, Paul James McCartney \| – \| \| 17. April 1964 – 30. April 1964 2 Wochen \| 2 \| Peter & Gordon \| A World Without Love John Winston Lennon, Paul James McCartney \| – \| \| 1. Mai 1964 – 14. Mai 1964 2 Wochen \| 2 \| The Searchers \| Don’t Throw Your Love Away William E. Jackson III, James J. Wisner \| – \| \| 15. Mai 1964 – 21. Mai 1964 1 Woche \| 1 \| The Four Pennies \| Juliet Larry Hoppen, John Hall \| – \| \| 22. Mai 1964 – 18. Juni 1964 4 Wochen \| 4 \| Cilla Black \| You’re My World Musik: Umberto Bindi; Originaltext: Gino Paoli; englischer Text: Carl Sigman \| – \| \| 19. Juni 1964 – 2. Juli 1964 2 Wochen \| 2 \| Roy Orbison \| It’s Over Roy Kelton Orbison, Bill Dees \| – \| \| 3. Juli 1964 – 9. Juli 1964 1 Woche \| 1 \| The Animals \| The House of the Rising Sun Traditional; Bearbeiter: Alan Price \| – \| \| 10. Juli 1964 – 16. Juli 1964 1 Woche \| 1 \| The Rolling Stones \| It’s All Over Now Bobby Womack, Shirley Jean Womack \| – \| \| 17. Juli 1964 – 6. August 1964 3 Wochen \| 3 \| The Beatles \| A Hard Day’s Night John Winston Lennon, Paul James McCartney \| – \| \| 7. August 1964 – 20. August 1964 2 Wochen \| 2 \| Manfred Mann \| Do Wah Diddy Diddy Jeff Barry, Ellie Greenwich \| – \| \| 21. August 1964 – 3. September 1964 2 Wochen \| 2 \| The Honeycombs \| Have I the Right Ken Howard, Alan Blaikley \| – \| \| 4. September 1964 – 17. September 1964 2 Wochen \| 2 \| The Kinks \| You Really Got Me Raymond Douglas Davies \| – \| \| 18. September 1964 – 1. Oktober 1964 2 Wochen \| 2 \| Herman’s Hermits \| I’m into Something Good Gerry Goffin, Carole King \| – \| \| 2. Oktober 1964 – 15. Oktober 1964 2 Wochen (insgesamt 3) \| 3 \| Roy Orbison \| Oh, Pretty Woman Roy K. Orbison, Joe Melson, Ray B. Rush \| – \| \| 16. Oktober 1964 – 5. November 1964 3 Wochen \| 3 \| Sandie Shaw \| (There’s) Always Something There to Remind Me Burt F. Bacharach, Hal David \| – \| \| 6. November 1964 – 12. November 1964 1 Woche (insgesamt 3) \| 3 \| Roy Orbison \| Oh, Pretty Woman Roy K. Orbison, Joe Melson, Ray B. Rush \| – \| \| 13. November 1964 – 26. November 1964 2 Wochen \| 2 \| The Supremes \| Baby Love Brian Holland, Lamont Herbert Dozier, Eddie Holland \| – \| \| 27. November 1964 – 3. Dezember 1964 1 Woche \| 1 \| The Rolling Stones \| Little Red Rooster Willie James Dixon \| – \| \| 4. Dezember 1964 – 7. Januar 1965 5 Wochen \| 5 \| The Beatles \| I Feel Fine John Winston Lennon, Paul James McCartney \| – \| |                                                     |                                                     |                                                                                              |                           |
| ← 1963 |                                                     |                                                     |                                                                                              | → 1965 →                  |
| Zeitraum | Wo. ges.                                            | Interpret                                           | Titel Autor(en)                                                                              | Zusätzliche Informationen |
| (Zeitraum, Wochen auf Platz eins, Interpret, Titel, Autor[en], zusätzliche Informationen) |                                                     |                                                     |                                                                                              |                           |
| 6. Dezember 1963 – 9. Januar 1964 5 Wochen | 5                                                   | The Beatles                                         | I Want to Hold Your Hand John Winston Lennon, Paul James McCartney                           | –                         |
| 10. Januar 1964 – 23. Januar 1964 2 Wochen | 2                                                   | The Dave Clark Five                                 | Glad All Over Dave Clark, Mike G. Smith                                                      | –                         |
| 24. Januar 1964 – 13. Februar 1964 3 Wochen | 3                                                   | The Searchers                                       | Needles and Pins Sonny Bono, Jack Nitzsche                                                   | –                         |
| 14. Februar 1964 – 20. Februar 1964 1 Woche | 1                                                   | The Bachelors                                       | Diane Lew Pollack, Ernö Rapée                                                                | –                         |
| 21. Februar 1964 – 12. März 1964 3 Wochen | 3                                                   | Cilla Black                                         | Anyone Who Had a Heart Hal David, Burt F. Bacharach                                          | –                         |
| 13. März 1964 – 26. März 1964 2 Wochen | 2                                                   | Billy J. Kramer & the Dakotas                       | Little Children Mort Shuman, John Leslie McFarland                                           | –                         |
| 27. März 1964 – 16. April 1964 3 Wochen | 3                                                   | The Beatles                                         | Can’t Buy Me Love John Winston Lennon, Paul James McCartney                                  | –                         |
| 17. April 1964 – 30. April 1964 2 Wochen | 2                                                   | Peter & Gordon                                      | A World Without Love John Winston Lennon, Paul James McCartney                               | –                         |
| 1. Mai 1964 – 14. Mai 1964 2 Wochen | 2                                                   | The Searchers                                       | Don’t Throw Your Love Away William E. Jackson III, James J. Wisner                           | –                         |
| 15. Mai 1964 – 21. Mai 1964 1 Woche | 1                                                   | The Four Pennies                                    | Juliet Larry Hoppen, John Hall                                                               | –                         |
| 22. Mai 1964 – 18. Juni 1964 4 Wochen | 4                                                   | Cilla Black                                         | You’re My World Musik: Umberto Bindi; Originaltext: Gino Paoli; englischer Text: Carl Sigman | –                         |
| 19. Juni 1964 – 2. Juli 1964 2 Wochen | 2                                                   | Roy Orbison                                         | It’s Over Roy Kelton Orbison, Bill Dees                                                      | –                         |
| 3. Juli 1964 – 9. Juli 1964 1 Woche | 1                                                   | The Animals                                         | The House of the Rising Sun Traditional; Bearbeiter: Alan Price                              | –                         |
| 10. Juli 1964 – 16. Juli 1964 1 Woche | 1                                                   | The Rolling Stones                                  | It’s All Over Now Bobby Womack, Shirley Jean Womack                                          | –                         |
| 17. Juli 1964 – 6. August 1964 3 Wochen | 3                                                   | The Beatles                                         | A Hard Day’s Night John Winston Lennon, Paul James McCartney                                 | –                         |
| 7. August 1964 – 20. August 1964 2 Wochen | 2                                                   | Manfred Mann                                        | Do Wah Diddy Diddy Jeff Barry, Ellie Greenwich                                               | –                         |
| 21. August 1964 – 3. September 1964 2 Wochen | 2                                                   | The Honeycombs                                      | Have I the Right Ken Howard, Alan Blaikley                                                   | –                         |
| 4. September 1964 – 17. September 1964 2 Wochen | 2                                                   | The Kinks                                           | You Really Got Me Raymond Douglas Davies                                                     | –                         |
| 18. September 1964 – 1. Oktober 1964 2 Wochen | 2                                                   | Herman’s Hermits                                    | I’m into Something Good Gerry Goffin, Carole King                                            | –                         |
| 2. Oktober 1964 – 15. Oktober 1964 2 Wochen (insgesamt 3) | 3                                                   | Roy Orbison                                         | Oh, Pretty Woman Roy K. Orbison, Joe Melson, Ray B. Rush                                     | –                         |
| 16. Oktober 1964 – 5. November 1964 3 Wochen | 3                                                   | Sandie Shaw                                         | (There’s) Always Something There to Remind Me Burt F. Bacharach, Hal David                   | –                         |
| 6. November 1964 – 12. November 1964 1 Woche (insgesamt 3) | 3                                                   | Roy Orbison                                         | Oh, Pretty Woman Roy K. Orbison, Joe Melson, Ray B. Rush                                     | –                         |
| 13. November 1964 – 26. November 1964 2 Wochen | 2                                                   | The Supremes                                        | Baby Love Brian Holland, Lamont Herbert Dozier, Eddie Holland                                | –                         |
| 27. November 1964 – 3. Dezember 1964 1 Woche | 1                                                   | The Rolling Stones                                  | Little Red Rooster Willie James Dixon                                                        | –                         |
| 4. Dezember 1964 – 7. Januar 1965 5 Wochen | 5                                                   | The Beatles                                         | I Feel Fine John Winston Lennon, Paul James McCartney                                        | –                         |

## Alben
| ← 1963 ← | Liste der Nummer-eins-Hits in den britischen Charts | Liste der Nummer-eins-Hits in den britischen Charts | Liste der Nummer-eins-Hits in den britischen Charts | 1965 →                    |
| \| Zeitraum \| Wo. ges. \| Interpret \| Titel \| Zusätzliche Informationen \| \| (Zeitraum, Wochen auf Platz eins, Interpret, Titel, zusätzliche Informationen) \| \| \| \| \| \| ------------------------------------------------------------------------------ \| -------- \| ------------------ \| ------------------ \| ------------------------- \| \| 1. Dezember 1963 – 25. April 1964 21 Wochen \| 21 \| The Beatles \| With the Beatles \| – \| \| 26. April 1964 – 18. Juli 1964 12 Wochen \| 12 \| The Rolling Stones \| The Rolling Stones \| – \| \| 19. Juli 1964 – 12. Dezember 1964 21 Wochen \| 21 \| The Beatles \| A Hard Day’s Night \| – \| \| 13. Dezember 1964 – 30. Januar 1965 7 Wochen (insgesamt 11) \| 11 \| The Beatles \| Beatles for Sale \| – \| |                                                     |                                                     |                                                     |                           |
| ← 1963 |                                                     |                                                     |                                                     | → 1965 →                  |
| Zeitraum | Wo. ges.                                            | Interpret                                           | Titel                                               | Zusätzliche Informationen |
| (Zeitraum, Wochen auf Platz eins, Interpret, Titel, zusätzliche Informationen) |                                                     |                                                     |                                                     |                           |
| 1. Dezember 1963 – 25. April 1964 21 Wochen | 21                                                  | The Beatles                                         | With the Beatles                                    | –                         |
| 26. April 1964 – 18. Juli 1964 12 Wochen | 12                                                  | The Rolling Stones                                  | The Rolling Stones                                  | –                         |
| 19. Juli 1964 – 12. Dezember 1964 21 Wochen | 21                                                  | The Beatles                                         | A Hard Day’s Night                                  | –                         |
| 13. Dezember 1964 – 30. Januar 1965 7 Wochen (insgesamt 11) | 11                                                  | The Beatles                                         | Beatles for Sale                                    | –                         |

Die Angaben basieren auf den offiziellen Verkaufshitparaden des Chart Information Networks für das Vereinigte Königreich. Die Datumsangaben beziehen sich auf das Gültigkeitsdatum der Charts, also jeweils die auf die Verkaufswoche folgende Woche.

## Jahreshitparaden
| ← 1963 ← | Liste der Nummer-eins-Hits in den britischen Charts | Liste der Nummer-eins-Hits in den britischen Charts     | Liste der Nummer-eins-Hits in den britischen Charts | 1965 →   |
| \| Singles \| Position# \| Alben \| \| -------------------------------------------------------------------------------------------------- \| --------- \| ------------------------------------------------------- \| \| I Love You Because Jim Reeves Leon Payne \| 1 \| Beatles for Sale The Beatles \| \| I Won’t Forget You Jim Reeves Harlan Howard \| 2 \| West Side Story (Soundtrack) \| \| It’s Over Roy Orbison Roy Kelton Orbison, Bill Dees \| 3 \| With the Beatles The Beatles \| \| The Wedding Julie Rogers Joaquin Prieto; englischer Text: Fred Jay \| 4 \| The Rolling Stones \| \| Someone, Someone Brian Poole & the Tremeloes Edwin Greines, Violet Ann Petty, Walter W. Greene \| 5 \| Please Please Me The Beatles \| \| I Believe The Bachelors Ervin M. Drake, Irvin Graham, Jimmy Shirl, Al Stillman \| 6 \| A Hard Day’s Night The Beatles \| \| My Boy Lollipop Millie Morris Levy, Johnnie B. Roberts, Robert Spencer \| 7 \| In Dreams Roy Orbison \| \| It’s All Over Now The Rolling Stones Bobby Womack, Shirley Jean Womack \| 8 \| 16 Great Songs The Bachelors \| \| Oh, Pretty Woman Roy Orbison Roy K. Orbison, Joe Melson, Ray B. Rush \| 9 \| Wonderful Life (Soundtrack) Cliff Richard & the Shadows \| \| I Wouldn’t Trade You for the World The Bachelors Bill Smith, William Cleveland Taylor, Curtis Kirk \| 10 \| Stay with the Hollies The Hollies \| |                                                     |                                                         |                                                     |          |
| ← 1963 |                                                     |                                                         |                                                     | → 1965 → |
| Singles | Position#                                           | Alben                                                   |                                                     |          |
| I Love You Because Jim Reeves Leon Payne | 1                                                   | Beatles for Sale The Beatles                            |                                                     |          |
| I Won’t Forget You Jim Reeves Harlan Howard | 2                                                   | West Side Story (Soundtrack)                            |                                                     |          |
| It’s Over Roy Orbison Roy Kelton Orbison, Bill Dees | 3                                                   | With the Beatles The Beatles                            |                                                     |          |
| The Wedding Julie Rogers Joaquin Prieto; englischer Text: Fred Jay | 4                                                   | The Rolling Stones                                      |                                                     |          |
| Someone, Someone Brian Poole & the Tremeloes Edwin Greines, Violet Ann Petty, Walter W. Greene | 5                                                   | Please Please Me The Beatles                            |                                                     |          |
| I Believe The Bachelors Ervin M. Drake, Irvin Graham, Jimmy Shirl, Al Stillman | 6                                                   | A Hard Day’s Night The Beatles                          |                                                     |          |
| My Boy Lollipop Millie Morris Levy, Johnnie B. Roberts, Robert Spencer | 7                                                   | In Dreams Roy Orbison                                   |                                                     |          |
| It’s All Over Now The Rolling Stones Bobby Womack, Shirley Jean Womack | 8                                                   | 16 Great Songs The Bachelors                            |                                                     |          |
| Oh, Pretty Woman Roy Orbison Roy K. Orbison, Joe Melson, Ray B. Rush | 9                                                   | Wonderful Life (Soundtrack) Cliff Richard & the Shadows |                                                     |          |
| I Wouldn’t Trade You for the World The Bachelors Bill Smith, William Cleveland Taylor, Curtis Kirk | 10                                                  | Stay with the Hollies The Hollies                       |                                                     |          |